# Ancylistes lacteovittatus
Ancylistes lacteovittatus är en skalbaggsart som beskrevs av Stefan von Breuning 1957. Ancylistes lacteovittatus ingår i släktet Ancylistes och familjen långhorningar.
Artens utbredningsområde är Madagaskar. Inga underarter finns listade i Catalogue of Life.